# Leis Jim Crow

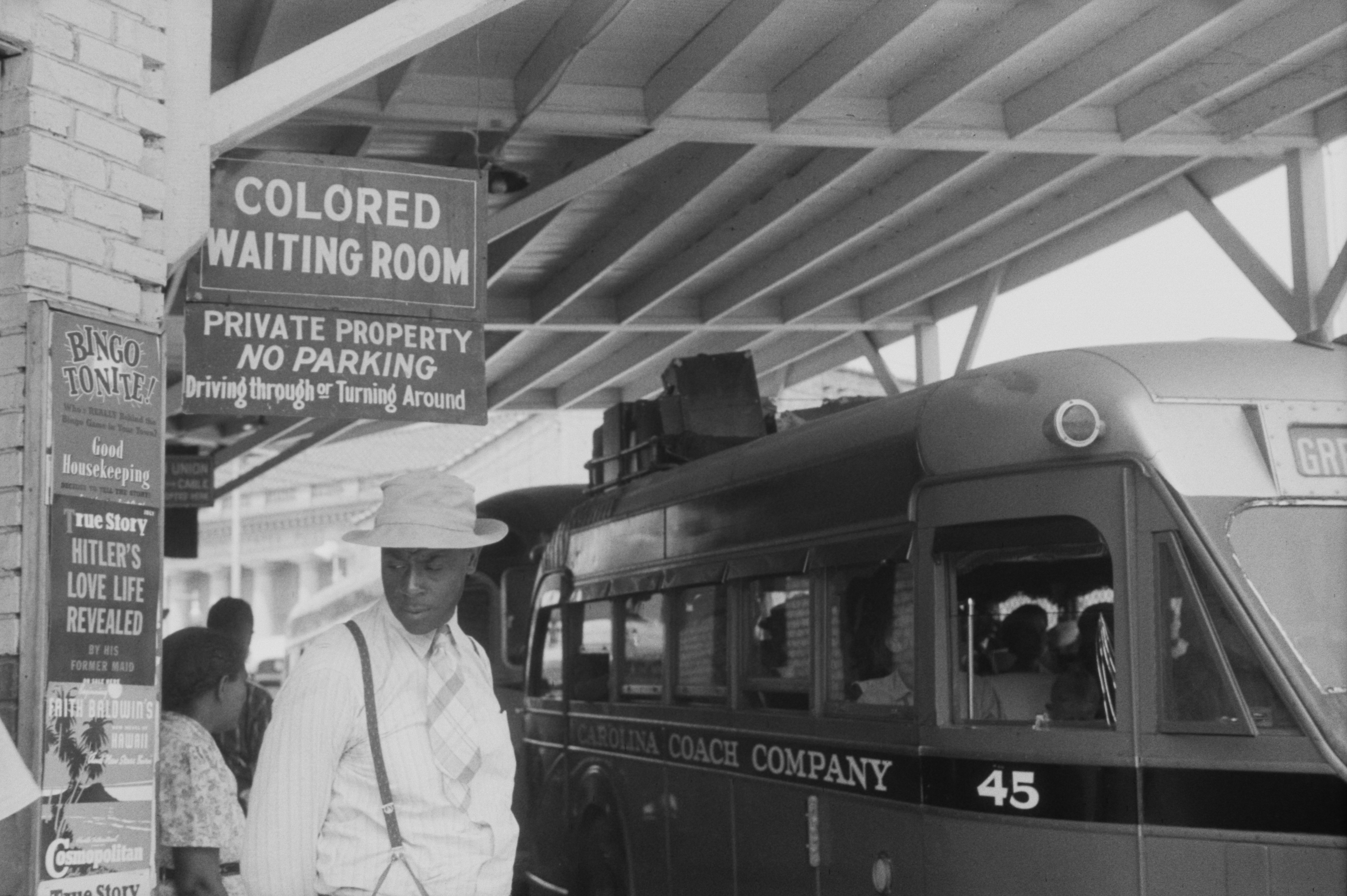
Estação de ônibus em Durham, Carolina do Norte, maio de 1940: a placa indica o local das pessoas de cor. À esquerda, um anúncio fala sobre Hitler.

As leis Jim Crow (em inglês, Jim Crow laws) foram leis estaduais e locais que impunham a segregação racial no sul dos Estados Unidos. Todas essas leis foram promulgadas no final do século XIX e início do século XX pelas legislaturas estaduais dominadas pelos Democratas após o período da Reconstrução. As leis foram aplicadas entre 1877 e 1964. Na prática, as leis Jim Crow exigiam instalações separadas para brancos e negros em todos os locais públicos nos estados que faziam parte dos antigos Estados Confederados da América e em outros estados, a partir das décadas de 1870 e 1880. As leis Jim Crow foram mantidas em 1896 no Caso Plessy v. Ferguson, no qual a Suprema Corte dos Estados Unidos estabeleceu sua doutrina legal de "separados, mas iguais" para instalações para afro-americanos. Além disso, a educação pública havia sido essencialmente segregada desde a sua criação na maior parte do sul após a Guerra de Secessão (1861-1865).
O princípio legal da segregação racial de "separados, mas iguais" foi estendido às instalações e aos transportes públicos, incluindo os ônibus e trens interestaduais. As instalações para afro-americanos e nativos americanos eram consistentemente inferiores e subfinanciadas em comparação com as instalações para americanos brancos; às vezes, não havia instalações para pessoas de cor. No seu corpo, as leis Jim Crow institucionalizaram desvantagens econômicas, educacionais e sociais para afro-americanos e outras pessoas de cor que vivem no sul.
As leis Jim Crow e as disposições constitucionais estaduais Jim Crow exigiam a segregação de escolas públicas, locais públicos e transporte público, e a segregação de banheiros, restaurantes e bebedouros para brancos e negros. As Forças Armadas dos Estados Unidos também foram segregadas. O presidente Woodrow Wilson, um democrata do sul, iniciou a segregação das repartições públicas federais em 1913. A época em que essas práticas de segregação racial aconteciam é conhecida como "Era Jim Crow" ou "Época de Jim Crow".
Em 1954, a segregação de escolas públicas (patrocinada pelo estado) foi declarada inconstitucional pela Suprema Corte sob o juiz Earl Warren, no caso histórico Brown v. Board of Education. Em alguns estados, demorou muitos anos para implementar essa decisão, enquanto o juiz Warren continuou decidindo contra as leis Jim Crow em outros casos, como Heart of Atlanta Motel, Inc. v. United States (1964). Geralmente, as leis Jim Crow foram revogadas pela Lei dos Direitos Civis de 1964 e pela Lei dos Direitos de Voto de 1965.

## Etimologia

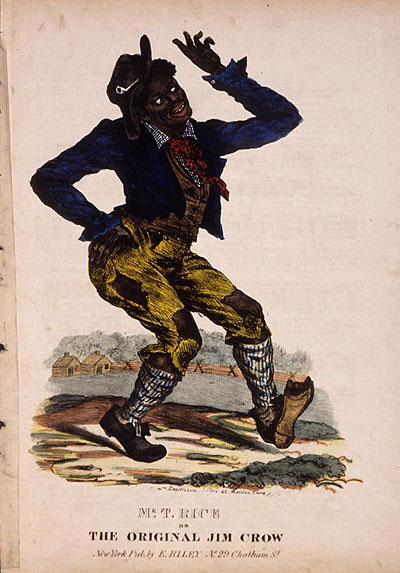
Capa da partitura de "Jump Jim Crow" (c. 1832)

A mais antiga referência conhecida à expressão Jim Crow law é encontrada em 1892, no título de um artigo do The New York Times  sobre as leis eleitorais do Sul dos Estados Unidos. A expressão "Jim Crow" provavelmente originou-se da canção "Jump Jim Crow", cantada e dançada pelo ator Thomas D. Rice, com maquiagem blackface, caricaturando os negros. A canção foi lançada em 1832 e era usada para satirizar as políticas populistas de Andrew Jackson. Em consequência da fama de Rice, "Jim Crow" tornou-se, em 1838, uma forma pejorativa de se referir aos negros. No fim do século XIX, quando as legislaturas sulistas aprovaram leis de segregação racial dirigidas contra os negros, essas leis ficaram conhecidas como Jim Crow laws ('leis Jim Crow').

## Origens das leis Jim Crow
Durante o período da reconstrução, entre 1867 a 1877, havia uma lei federal que protegia os direitos civis no sul dos afro-americanos libertados, que haviam sido escravizados anteriormente. Na década de 1870, os democratas conservadores brancos gradualmente recuperaram o poder nos estados do sul dos Estados Unidos, às vezes como resultado de eleições nas quais grupos paramilitares intimidavam os adversários, atacando negros ou impedindo-os de votar. Por vários anos, as eleições do governo na Louisiana foram suspensas ou questionadas devido à extrema violência desencadeada durante as campanhas. Em 1877, foi assumido um compromisso nacional de obter o apoio do sul nas eleições presidenciais, resultando na última retirada das tropas federais do sul e com isso os democratas brancos recuperaram o poder em todos os estados sulistas. Esses governos conservadores do Partido Democrata que chegaram ao poder após a retirada do exército legislaram as leis Jim Crow, segregando oficialmente os negros da população branca.
Alguns negros continuaram a ser eleitos para cargos locais ao longo da década de 1880, exceto em cargos estaduais e federais. Os democratas aprovaram leis para tornar o registro de eleitores e as regras eleitorais mais restritivas, resultando na diminuição da participação política da maioria dos negros e de muitos brancos pobres. Entre 1890 e 1910, dez estados dos onze que faziam parte dos antigos Estados Confederados da América, começando com o Mississippi, aprovaram novas constituições ou emendas que privaram efetivamente a maioria dos negros e dezenas de milhares de brancos pobres por meio de uma combinação de impostos, testes de alfabetização e compreensão de textos escritos, juntamente com requisitos de residência fixa e de inscrição no registro. Estas reformas tornavam evidentes que uma minoria étnica caracterizada pela pobreza, acesso precário à educação e nenhum meio de provar com documentos sua residência em um determinado local era a principal vítima dessas normas. Outra mudança foi a chamada Cláusula do Avô, na qual aqueles que tinham avós com direito a voto antes de 1861 (data de início da Guerra Civil Americana) eram liberados dos testes de alfabetização e residência, que permitiram temporariamente a alguns brancos analfabetos continuar votando, mas isso implicava uma discriminação expressa contra a população negra (que obviamente não podia ter os avós eleitores antes de 1861 como escravos). Isso fez com que, no total, como resultado dessas leis, o número de eleitores no sul diminuísse drasticamente.[carece de fontes?]
Privados da oportunidade de votar, negros e brancos pobres não podiam sequer fazer parte do júri nos tribunais locais. Além disso, a representatividade política dos negros e brancos pobres desapareceu, pois eles não podiam influenciar as legislaturas estaduais e seus interesses passaram a ser ignorados. As legislaturas da era da Reconstrução haviam fundado muitas escolas públicas, mas as escolas para negros eram mal financiadas, mesmo levando em conta o colapso das finanças no sul. A queda no preço do algodão manteve a economia agrícola em um nível muito baixo.
Como as escolas, as bibliotecas públicas para negros e nativos americanos eram subfinanciadas, se existissem, e eram frequentemente abastecidas com livros de segunda mão e outros recursos. Essas instalações não foram introduzidas para afro-americanos no sul até a primeira década do século XX. Durante a era Jim Crow, as bibliotecas estavam disponíveis apenas esporadicamente. Antes do século XX, a maioria das bibliotecas estabelecidas para afro-americanos eram combinações de escolas e bibliotecas.
Em alguns casos, os progressistas tentaram reduzir a fraude eleitoral perpetrada contra negros e analfabetos brancos pobres. Embora a separação dos afro-americanos do resto da população tenha sido legalizada e formalizada durante a Era Progressista (entre 1890 e 1920), ela também começou a se tornar um hábito, mesmo nos casos em que as leis Jim Crow não proibiam expressamente a participação afro-americana em, por exemplo, esportes, atividades recreativas ou funções religiosas, uma vez que as leis criaram uma cultura segregada.
No contexto das leis Jim Crow, as eleições presidenciais de 1912 tinham uma forte inclinação contra os interesses dos afro-americanos. Naquela época, a maioria dos negros ainda vivia no sul, onde eram de fato privados de seu direito de voto e, portanto, não podiam exercê-lo. Embora os impostos sobre os votos e os requisitos de alfabetização mantivessem muitos eleitores afastados, esses vários requisitos geralmente apresentavam lacunas que permitiam a alguns brancos não pagar impostos nem fazer testes de leitura. Por exemplo, em Oklahoma, qualquer pessoa qualificada para votar antes de 1866, ou que tivesse um parente com direito a votar antes dessa data, estava isenta de requisitos de leitura, é claro que os únicos que podiam votar antes de 1866 eram os brancos, que foram efetivamente excluídos dos testes de alfabetização, enquanto os negros foram excluídos por lei.
O novo presidente Woodrow Wilson, um democrata que foi governador em Nova Jersey, mas nasceu e foi criado no sul, foi o primeiro presidente nascido no sul do período pós-Guerra Civil. Ele nomeou os sulistas para o seu gabinete. Alguns começaram rapidamente a pressionar por locais de trabalho segregados, embora a cidade de Washington, D.C. e os escritórios federais tivessem sido integrados desde depois da Guerra Civil. Em 1913, por exemplo, o secretário do Tesouro William Gibbs McAdoo - nomeado pelo presidente - foi ouvido para expressar sua opinião sobre mulheres negras e brancas trabalhando juntas em um escritório do governo: "Estou certo de que isso deve ir contra a vontade das mulheres brancas. Existe alguma razão para as mulheres brancas não deveriam ter apenas mulheres brancas que trabalham para elas nas máquinas?"

Wilson introduziu a segregação em cargos federais, apesar dos protestos de muitos, ele também nomeou políticos segregacionistas do Sul, devido à sua firme convicção de que a segregação racial era do interesse de americanos brancos e negros. Em Gettysburg, em 4 de julho de 1913, o semi-centenário do discurso de Abraham Lincoln de que "todos os homens são criados iguais", Wilson falou à multidão:
Quão completa a união se tornou e quão querida para todos nós, quão inquestionável, quão benigna e majestosa, como estado após estado foi adicionado a isso, nossa grande família de homens livres!
No Texas, várias cidades adotaram leis de segregação residencial entre 1910 e 1920. As restrições legais exigiam fontes de água e banheiros separados. As leis Jim Crow foram um produto do que havia se tornado o sul democrático do sul devido à privação de direitos dos negros.
Os nativos-americanos, assim como os afro-americanos, também foram afetados pelas leis Jim Crow, especialmente depois de tornarem-se cidadãos através da Lei de Cidadania Indígena de 1924. A identidade dos nativos americanos foi especialmente direcionada por um sistema que reconhecia apenas "brancos" ou "de cor", e o o governo começou a questionar a legitimidade de algumas tribos que se casaram com afro-americanos. O Escritório de Assuntos Indígenas (OIA, na sigla em inglês) empregou antropometristas para determinar o quantum sanguíneo de nativos americanos no sul e declarou que os únicos indivíduos que poderiam reivindicar a identidade dos nativos-americanos eram aqueles determinados como nativos americanos de sangue mestiço ou inteiramente nativo, tornando-os ainda mais vulneráveis às leis Jim Crow. Os nativos americanos que eram em parte brancos ou com pele mais clara costumavam disfarçar-se como brancos para evitar a perseguição às leis Jim Crow, enquanto membros da família com pele marrom-avermelhada não podiam.

### Tentativas de fim das Leis Jim Crow

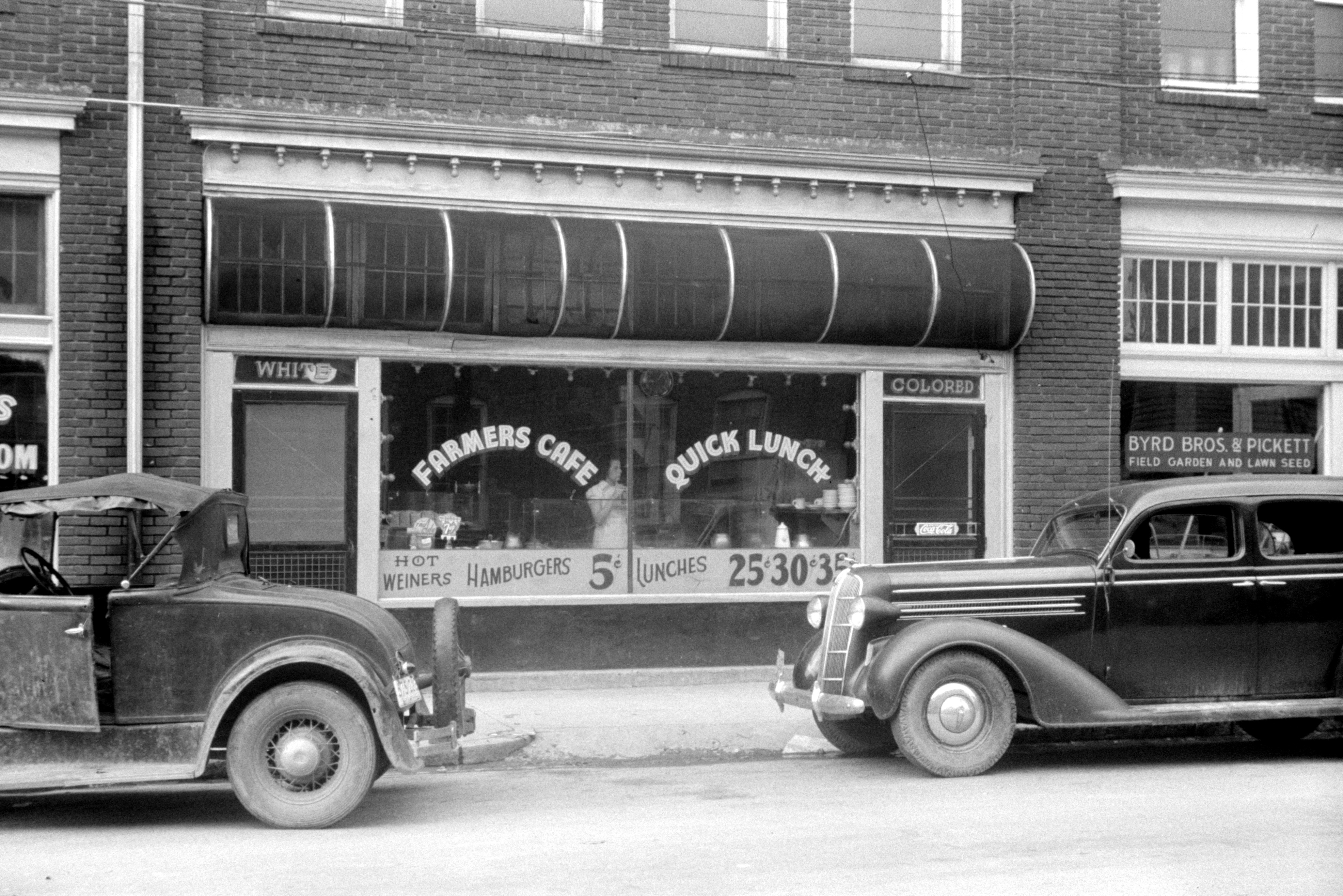
Carolina do Norte, 1940: esta cafeteria possui duas portas de entrada, uma para os "brancos" e outra para os "de cor"

A Lei de Direitos Civis de 1875, apresentada por Charles Sumner e Benjamin F. Butler, estabeleceu a garantia de que todos, independentemente de raça, cor ou condição prévia de servidão, tinham direito ao mesmo tratamento em serviços públicos, como hotéis , transporte público, teatros e outros locais de recreação. Essa lei teve pouco impacto na sociedade americana do século XIX. Logo após a promulgação, a Suprema Corte dos Estados Unidos decidiu que a lei era inconstitucional em vários aspectos, argumentando que o Congresso não tinha controle sobre indivíduos ou empresas privadas. Com os representantes democratas brancos do Sul unidos em um bloco sólido dentro do Congresso, e com um poder exagerado dentro dele, o Congresso não aprovou outra lei de direitos civis até 1957.
Em 1890, a Louisiana aprovou uma lei que exigia a criação de vagões separados para negros e brancos nas ferrovias. Essa lei enfatizou a diferença entre "branco", "negro" e "de cor" (referindo-se a pessoas de descendência mista). A lei especificava que negros não podiam se misturar com brancos, mas pessoas "de cor" eram capazes de viajar nos mesmos vagões que os brancos até 1890. Um grupo de cidadãos negros, brancos e mestiços de Nova Orleans formou uma associação cujo objetivo era a revogação da lei. O grupo convenceu Homer Plessy, que era apenas um oitavo "negro" e de pele clara, a desafiá-la.
Em 1892, Plessy comprou uma passagem de primeira classe do trem da empresa East Louisiana Railroad em uma estação de Nova Orleans. Tendo embarcado no trem, ele informou os motoristas de sua linhagem racial e sentou-se no vagão exclusivo para brancos. Ele foi ordenado a deixar seu assento e ir ao vagão para mestiços. Plessy recusou e foi imediatamente preso. O Comitê de Cidadãos de Nova Orleans levou o caso à Suprema Corte dos Estados Unidos, onde perderam o caso Plessy v. Ferguson em 1896, quando a Corte declarou que a política de "separados, mas iguais" era constitucional. Esse caso contribuiu para mais 58 anos de discriminação legal contra negros e mestiços nos Estados Unidos.

### Defesa das leis Jim Crow

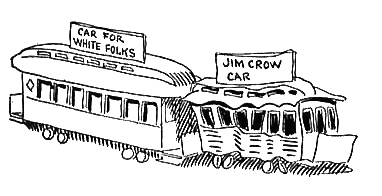
Charge de 1904, de John T. McCutcheon, mostrando dois vagões, um para "Brancos" e um vagão "Jim Crow". Apesar do pretexto legal de que, de acordo com as leis Jim Crow, os grupos eram "separados, mas iguais", a realidade era que os "não-brancos" tinham instalações e tratamento inferior amplamente aceitos na época

Além dos problemas encontrados ao aprender e exercer novos negócios, os afro-americanos tiveram que enfrentar o ressentimento da população branca contra eles, devido ao seu papel na derrota da Confederação na Guerra Civil: "Com a supremacia branca contestada em todo o sul, muitos brancos tentaram proteger seu status anterior com a ameaça de afro-americanos exercendo seus novos direitos." Esse ressentimento provocou a obsessão dos brancos do sul dos Estados Unidos em impedir o desenvolvimento econômico e político dos ex-escravos, a fim de mantê-los deliberadamente entre as camadas mais pobres e mais deprimidas da sociedade, de maneira que eles deveriam subsistir principalmente por meio de empregos pouco qualificados e salários reduzidos.
Uma justificativa para a exclusão sistemática de afro-americanos da sociedade do sul era a ideia de que essa exclusão servia para "proteger" a população negra. Um acadêmico do início do século XX disse que se as crianças negras tivessem permissão de estudar com os brancos, isso significaria "sujeitá-las constantemente a opiniões e sentimentos hostis", o que levaria a "uma consciência mórbida da raça". Essa ideologia contribuiu para fortalecer o fanatismo racial nos estados do sul dos Estados Unidos, enquanto todos os esforços para melhorar o status econômico, político ou social dos negros eram praticamente um ataque a toda a ordem social existente, o que explica a intensidade e a virulência da discriminação racial no sul.

### Após a Segunda Guerra Mundial

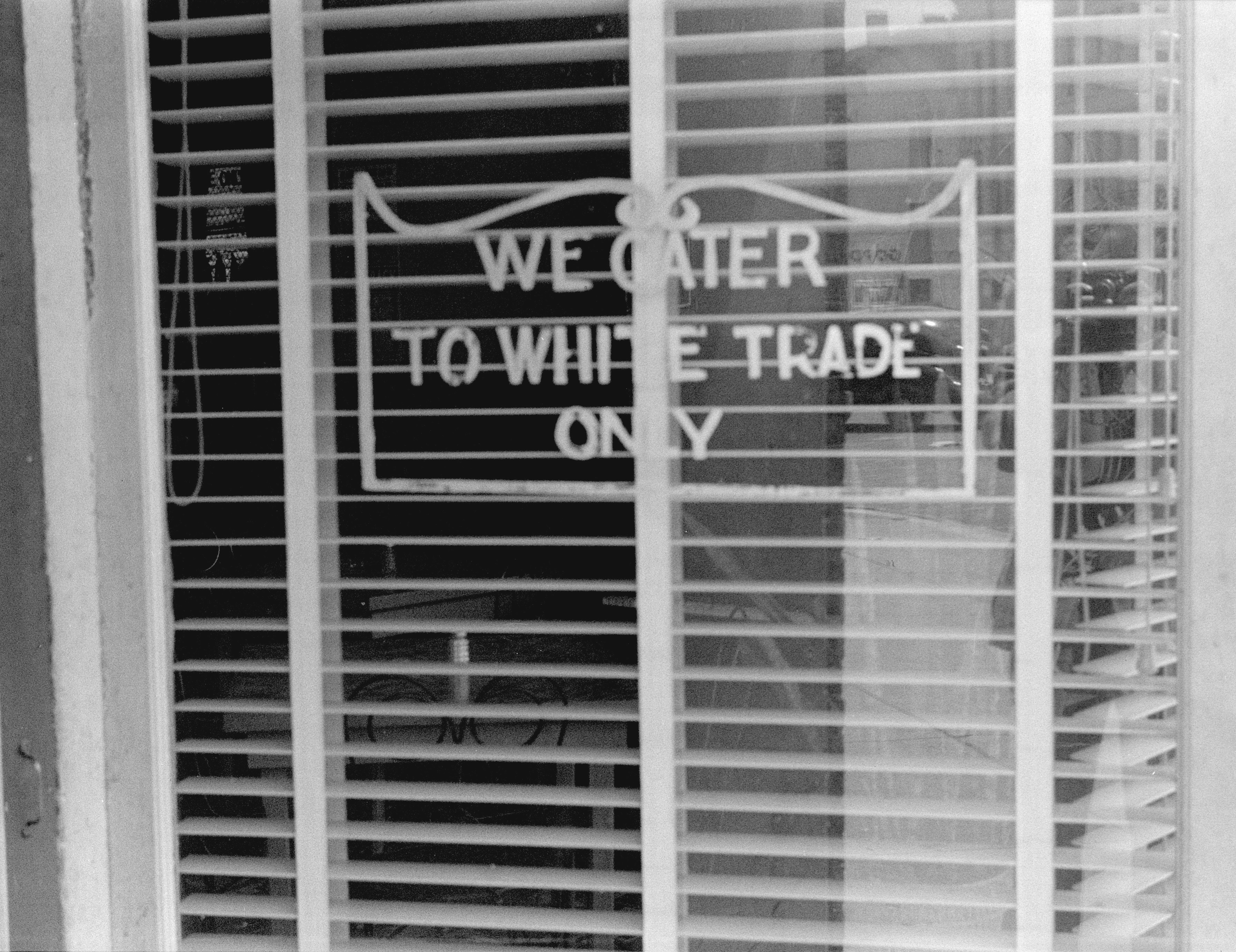
Uma placa de restaurante em Lancaster, Ohio, em 1938, indica que o local somente atende brancos

Após a Segunda Guerra Mundial, os afro-americanos começaram a desafiar o sistema de segregação com mais frequência, pois acreditavam ter conquistado o direito de serem tratados como cidadãos plenos devido ao serviço militar e aos sacrifícios de vidas durante a guerra. O movimento dos direitos civis foi energizado por uma série de momentos, incluindo o ataque racista em 1946 ao veterano de guerra Isaac Woodard, um negro, enquanto usava o uniforme do Exército. Em 1948, o presidente Harry Truman emitiu a Ordem Executiva 9981, que eliminou a segregação racial nas forças armadas.
À medida que o movimento pelos direitos civis ganhava força e usava tribunais federais para atacar as leis Jim Crow, governos dominados por brancos em muitos estados do sul reagiram adotando maneiras alternativas de impor a segregação.[carece de fontes?]
Inúmeros boicotes e manifestações contra a segregação ocorreram ao longo das décadas de 1930 e 1940. A Associação Nacional para o Progresso de Pessoas de Cor (NAACP, na sigla em inglês) estava envolvida em uma série de processos judiciais desde o início do século XX, em esforços para combater leis que privavam os eleitores negros de todo o sul. Algumas das primeiras manifestações alcançaram resultados positivos, fortalecendo o ativismo político, especialmente nos anos pós-Segunda Guerra Mundial. Os veteranos negros estavam impacientes com a opressão social depois de lutar pelos Estados Unidos e pela liberdade em todo o mundo. Em 1947, K. Leroy Irvis, da Urban League de Pittsburgh, por exemplo, liderou uma manifestação contra a discriminação no emprego pelas lojas de departamento da cidade. Foi o começo de sua própria carreira política influente.
O juiz Frank Murphy usou pela primeira vez a palavra "racismo" no léxico da Suprema Corte no caso Korematsu v. United States, em 1944. Ele disse que por defender a realocação forçada de nipo-americanos durante a Segunda Guerra Mundial, a Corte estava afundando no "abismo nojento do racismo". Foi a primeira vez que a palavra "racismo" foi usada na opinião da Suprema Corte (Murphy a usou duas vezes em uma opinião concorrente no caso Steele v. Louisville & Nashville R. Co., de 1944). Murphy usou o termo em cinco opiniões diferentes, mas depois de deixar o cargo, a palavra não foi usada em uma opinião da Corte por quase duas décadas, reaparecendo novamente na decisão histórica de Loving v. Virginia de 1967.

## Declínio

### Brown v. Board of Education of Topeka
O Comitê de Defesa Legal da Associação Nacional para o Progresso de Pessoas de Cor e seu advogado, Thurgood Marshall, levaram à Suprema Corte o histórico caso Brown v. Board of Education of Topeka. Na sua decisão fundamental de 1954, a Corte anulou por unanimidade a decisão adotada em 1895 com o caso Plessy v. Ferguson. A Suprema Corte determinou que a segregação em escolas públicas por mandato legal (de jure) era inconstitucional. A decisão teve amplas ramificações sociais e a segregação de jure não foi encerrada até a década de 1970.
A história mostrou que os problemas de educar crianças pobres não se limitam ao status de minoria, e os estados e as cidades continuam a lidar com abordagens. A decisão do tribunal não impediu a segregação escolar de fato ou residencial. Essa segregação continua hoje em muitas regiões. Alguns sistemas escolares da cidade também começaram a se concentrar em questões de segregação econômica e de classe, em vez de segregação racial, pois descobriram que os problemas são mais prevalentes quando os filhos dos pobres de qualquer grupo étnico estão concentrados.[carece de fontes?]

### Esfera pública
Em 1955, Rosa Parks foi presa após se recusar a dar o lugar de seu assento em um ônibus da cidade para um homem branco em Montgomery, estado do Alabama. Essa não foi a primeira vez que isso aconteceu - por exemplo, Parks foi inspirada por Claudette Colvin, de 15 anos, fazendo a mesma coisa nove meses antes - mas o ato de desobediência civil de Parks foi escolhido, simbolicamente, como um importante catalisador no crescimento do Movimento dos Direitos Civis; ativistas organizaram um boicote aos ônibus de Montgomery, que durou mais de um ano e resultou na dessegregação do sistema de transporte coletivo da cidade. Protestos e ações de direitos civis, juntamente com desafios legais, resultaram em uma série de decisões legislativas e judiciais que contribuíram para minar as leis Jim Crow.

### Fim da segregaçãode jure

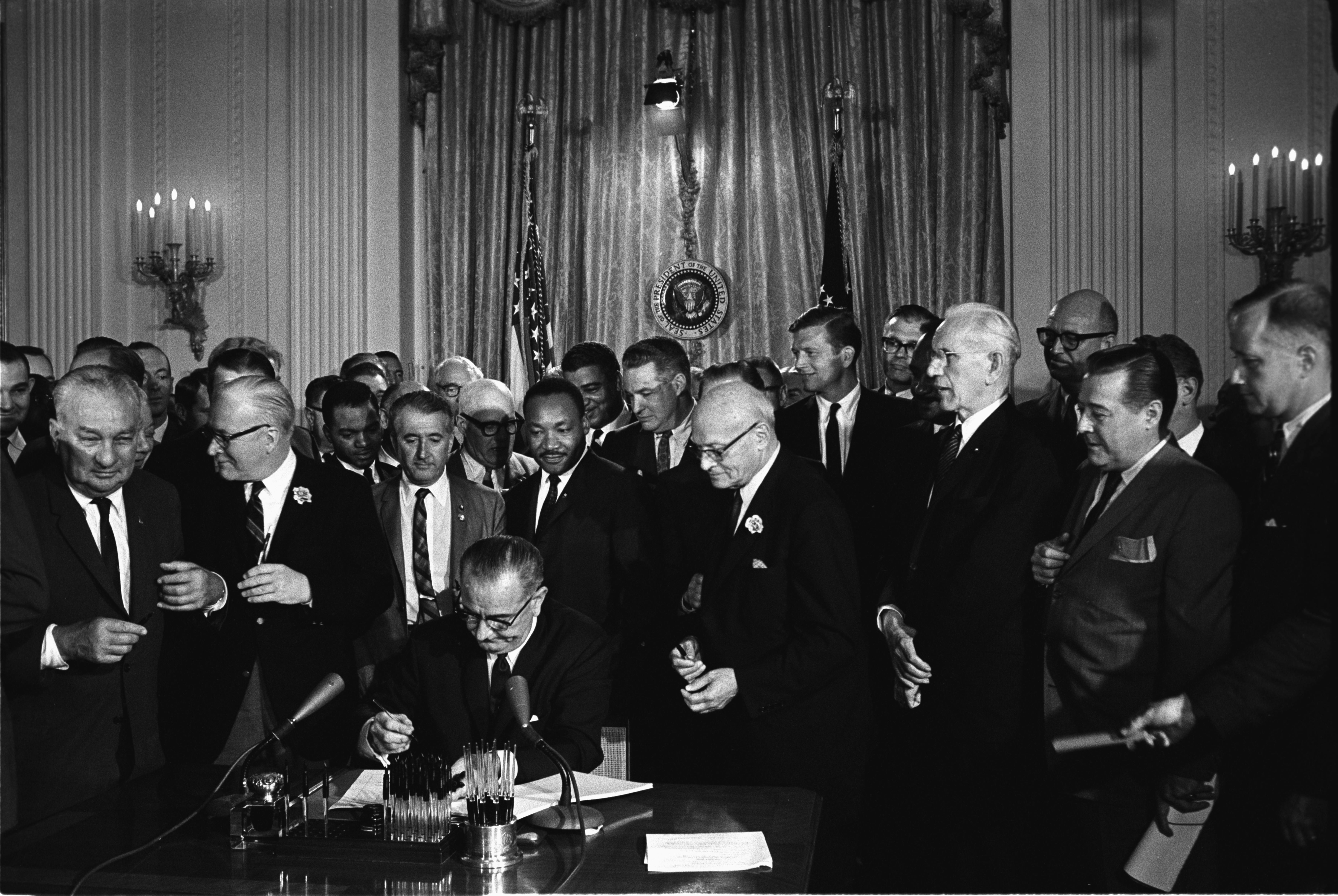
O presidente Lyndon Johnson assina a Lei dos Direitos Civis de 1964. Atrás do presidente, aparece Martin Luther King, líder do Movimento dos Direitos Civis.

Em janeiro de 1964, o presidente Lyndon B. Johnson se reuniu com os líderes do Movimento dos Direitos Civis. Em 8 de janeiro, durante seu primeiro discurso sobre o Estado da União, Johnson pediu ao Congresso que "assegurasse que esta sessão do Congresso fosse lembrada como uma que fez mais pelos direitos civis do que as últimas cem sessões combinadas".  Em 21 de junho, os trabalhadores dos direitos civis Michael Schwerner, Andrew Goodman e James Chaney desapareceram no condado de Neshoba, Mississippi. Os três voluntários estavam ajudando a se inscrever no rol eleitoral de cidadãos afro-americanos como parte do Projeto de Verão do Mississippi (Freedom Summer). Quarenta e quatro dias depois, o Federal Bureau of Investigation (FBI) recuperou seus corpos, que haviam sido enterrados em uma barragem de terra. O vice-xerife do condado de Neshoba, Cecil Price e outras 16 pessoas, todos membros da Ku Klux Klan, foram acusados dos crimes e sete foram condenados. Uma coalizão de democratas e republicanos do norte foi construída, o presidente Lyndon B. Johnson pressionou o Congresso a aprovar a Lei dos Direitos Civis de 1964. Em 2 de julho, o Presidente Johnson assinou o decreto que invocava a cláusula comercial para proibir todos os tipos de discriminação em estabelecimentos públicos (restaurantes, hotéis e lojas particulares e nos locais de trabalho privados das escolas). Esse uso da cláusula comercial foi confirmado no caso Heart of Atlanta Motel v. United States de 1964.
Até 1965, os esforços organizados para quebrar o sistema de privação de direitos de voto pelos estados tinham pouco efeito, alcançando apenas um sucesso mundial modesto e, em algumas áreas, era quase completamente ineficaz. O assassinato de ativistas dos direitos de voto na Filadélfia e Mississippi ganhou atenção nacional, juntamente com vários outros atos de violência e terrorismo contra o Presidente. Finalmente, o ataque das tropas estaduais contra uma marcha pacífica que atravessava a ponte Edmund Pettus em Selma, estado do Alabama, rumo ao parlamento estadual em Montgomery em 7 de março de 1965, convenceu o Presidente e o Congresso a superar a resistência dos legisladores do sul à aplicação efetiva da lei sobre direitos de voto. O Presidente Johnson fez audiências e pediu uma votação sólida e logo em seguida iniciou o projeto que se tornaria a Lei de Direitos de Voto. A Lei dos Direitos de Voto de 1965 pôs fim às barreiras criadas pelos estados para restringir o direito de voto em todas as eleições federais, estaduais e locais. Também estabeleceu vigilância e controle federais em municípios com baixa participação histórica de eleitores, já que isso era um sinal de barreiras discriminatórias.[carece de fontes?]

## Legado e consequências

### Casamento inter-racial
Embora às vezes contadas entre as "leis Jim Crow" do sul, outros estatutos como as Leis anti-miscigenação também foram aprovados por outros estados. As leis anti-miscigenação não foram revogadas pela Lei dos Direitos Civis de 1964, mas foram declaradas inconstitucionais pela Suprema Corte dos Estados Unidos em uma decisão unânime no caso Loving v. Virginia (1967). O Chefe de Justiça Earl Warren escreveu na decisão da corte que "a liberdade de casar, ou não, com uma pessoa de outra raça reside com o indivíduo e não pode ser violada pelo Estado".

### Vida afro-americana
As leis Jim Crow e a alta taxa de linchamentos no sul foram os principais fatores que levaram à Grande Migração durante a primeira metade do século XX. Como as oportunidades eram muito limitadas no sul, os afro-americanos se mudaram em grande número para cidades dos estados do nordeste, centro-oeste e oeste para buscar uma vida melhor. No entanto, apesar das dificuldades e preconceitos da era Jim Crow, vários artistas negros ganharam ampla popularidade entre o público branco no início do século XX, como o dançarino Bill Robinson, músicos de jazz como Louis Armstrong, Duke Ellington e Count Basie, e a atriz Hattie McDaniel. Em 1939, McDaniel foi a primeira pessoa negra a receber um Oscar, quando foi premiada com o Oscar de Melhor Atriz Coadjuvante por sua atuação como Mammy no filme Gone with the Wind.